# Валсалвини синуси
Валсалвини синуси или синуси аорте  су избочине (синуси) зида аорте које одговарају полумесечастим (семилунарним) залисцима аорте (лоцирани иза полумесечних валвула). Њихова дубина је различита и креће се од 1,5 до 3 мм. 

## Епоним
Аортни сиуси су добили име по болоњешком професору анатомије Антонију Валсалви, мада се у литератури користе и називи Морганијев синус, Мехтин синус, Отов синус и Птитов синс.

## Анатомија
Валсалвини синуси представљају избочине на зиду аорте, које су проксимално ограничене причвршћивањем аортних листића, а дисталну границу представља синотубуларни спој. Сам зид синуса се углавном састоји од зида аорте, иако је нешто тањи у односу на преостали зид аорте.  У два од три Валсалвина синуса налазе се коронарна ушћа, обично на нивоу синотубуларног споја или испод њега, мада су описани и случајеви отварања коронарних артерија изнад синотубуларног споја.  
У већини случајева, отвори коронарних артерија настају унутар два предња Валсалвина синуса, обично позиционирани одмах испод синутубуларног споја. Међутим, није необично да се артерије налазе изнад синутубуларни спој. У истраживању код 51 нормалног постморталног срца, средња удаљеност мерена од отвора леве коронарне артерије до базалног причвршћивања одговарајућег листића била је 12,6×2,61 мм, а за десну коронарну артерију 13,2×2,64 мм.  Познавање локације отвора коронарних артерија је од суштинског значаја за одговарајуће хируршке и ендоваскуларне захвате, како се не би компромитовала сама ушћа. 
Синуси се називају према насталим коронарним артеријама, па се тако: 
- Десни коронарни синус, који ствара десну коронарну артерију;

- Леви коронарни синус, ствара леву коронарну артерију

- Некоронарни синус, или десни задњи аортни синус који обично не даје крвне судове.

Проксимално су ограничени одговарајућим сегментом анулуса фиброзуса и листићима, а дистално синотобуларним  спојем. Простори између Валсалвиних синуса, који имају троугласти облик, називају се Хенлеови простори. Нормално, на споју синуса и узлазног дела (синотубуларни спој), аорта се сужава.
Зид синуса је тањи од зида аорте и састоји се само од интиме и медије, задебљаних колагеним влакнима. Број колагених влакана у њему се повећава (а еластинска влакна се смањују) у правцу од синотобуларне ка вентрикулоаорталном споју . Колагенска влакна су оријентисана у ободном правцу и налазе се дуж спољне површине синуса, а такође учествују и у формирању међулисних троуглова који одржавају облик залиска.
Испод сваке комисуре се налази један од три интервалвуларна троугла, која представљају хемодинамске продужетке излазног тракта леве коморе и достижу ниво синотубуларног споја у пределу комисуре. Троугао између десног и некоронарног синуса је у директном континуитету са мембранозним септумом и проксимално садржи Хисов сноп.

## Физиологија
Функција синуса није у потпуности схваћена, иако постоје неки докази да вртлози створени у синусима побољшавају коронарни проток.
Неки аутори сматрају да је главна улога синуса да прерасподеле стрес између листића и синуса у дијастоли и да успоставе равнотежни положај листића у систоли.

## Клинички значај
Ако коронарне артерије настају из погрешних аортних синуса, то може довести срчане коморе у опасност од исхемије. Ово се често открије тек када се срчани удар већ догодио, обично пре 20. године и током вежбања.